# 미차엘 아로요
미차엘 안토니오 아로요 미나(스페인어: Michael Antonio Arroyo Mina mitʃaˈel aˈroyo[*], 1987년 4월 23일, 과야킬 ~)는 에콰도르의 축구 선수로, 포지션은 윙어이다.

## 클럽 경력

### 에멜레크
미차엘 아로요는 에멜레크의 유소년 팀에서 축구에 입문했다. 그는 어린 나이부터 두각을 나타냈고, 에멜레크 소속으로 73경기 출전하였다. 그러나, 2007년 9월, 그는 데포르티보 쿠엥카전 이후에 실시한 도핑테스트에서 마리화나 양성 반응을 보여 2년간 축구를 접어야 했었다.

### 데포르티보 키토

#### 2009
2009년 1월, 그는 국가의 수도를 연고로 하는 데포르티보 키토에 합류했다. 그는 3달 후, LDU 포르토비에호와의 홈경기에서 첫 출전을 하였고, 이 경기에서 멀티골을 넣으며 2-0 승리를 견인했다. 그 후, 그는 만타전에서 또 골을 넣었다. 그의 시즌 4호골은 테크니코 우니베르시타리오전에서 나왔다. 한주 후, 그는 2-0으로 이긴 올메도와의 원정 경기에서도 득점을 기록했다. 7월 26일, 아로요는 친정팀 에멜레크와의 경기에서 결승골을 성공시켰다. 10월 18일, 1-0으로 이긴 마카라전에서도 결승골의 주인공이 되었다. 그는 데포르티보 쿠엥카와의 경기에서 3-2 역전승을 거두는데 일조하였는데, 이 중 결승골은 87분에 나왔고, 팀은 에콰도르 세리에 A 2009 우승이자, 아로요 현역 데뷔 이후의 첫 리그 타이틀을 챙기게 되었다. 아로요는 17번의 리그 경기에 출전해 10골을 넣었다.

#### 2010
아로요는 1-1로 비긴 에멜레크와의 경기로 2010 시즌을 시작했다. 3월 28일, 1-1로 비긴 우니베르시다드 카톨리카와의 원정 경기에서 그의 시즌 1호골이 나왔다. 4월 5일, 그는 마카라와의 홈경기에서 골을 추가하며 2-0 승리에 힘을 보탰다. 그의 3호골은 올메도전 골로, 2-0으로 이긴 4월 17일의 원정 경기였다. 5월 25일, 미차엘은 마카라와의 원정전에서 데포르티보 키토 시즌 마지막 골이자 4호골을 성공시켰다. 에콰도르 세리에 A에서의 인상적인 활약 후, 그는 멕시코 산 루이스와 계약을 맺었다.

### 산 루이스

#### 2010–2012
5월 28일, 아로요는 공다루는 능력과 강력한 중거리포로 인상을 준 후 리가 MX의 산 루이스로 이적하였다. 그의 데뷔전을 7월 24일, 1-1로 비긴 몬테레이전이었다. 그는 테코스, 케레타로, 네칵사, 그리고 톨루카와의 아페르투라 경기에서 골을 넣었다. 그 다음 시즌, 그는 과달라하라, 모렐리아, 아틀라스, 그리고 파추카전에서 득점을 기록했다. 멕시코 클럽 일원으로 참가한 2011 코파 리베르타도레스 경기에서, 그는 페루 클럽과의 경기에서 두골을 넣었는데, 첫 골은 22미터 발리슛으로 넣었고, 팀의 첫 골을 어시스트하면서 홈에서 열린 이 경기에서 산 루이스가 3-1로 승리하는데 공을 세웠다.

### 아틀란테

#### 2012
2011년 11월 30일, 아로요는 아틀란테로 이적했다. 그는 친정팀이었던 산 루이스를 상대로 프리킥 득점을 성공시켰고, 그는 이 골 이후 세레머니를 하지 않았다. 그는 과달라하라, 테코스, 그리고 하과레스 데 치아파스와의 이 시즌 경기에서 3골을 추가하였다. 그의 마지막 아틀란테 경기는 0-3으로 진 몬테레이 전으로, 2012년 여름, 그는 에콰도르의 바르셀로나 스포르팅으로 임대되었는데, 아이러니하게도 그는 지역 라이벌 에멜레크에서 몇 년 동안 활동했었다.

### 바르셀로나 스포르팅 임대

#### 2012
그의 데뷔전은 유소년때 축구를 배웠던 클럽인 에멜레크와의 경기로, 이 경기에서의 승리로 에콰도르 고전 더비의 승자가 되었다. 아로요의 바르셀로나 스포르팅 데뷔골을 9월 19일, 4-3으로 이이긴 칠레 클럽 코브렐로아전으로, 그는 2차례 중거리포로 골네트를 갈랐다. 그의 첫 리그 멀티골은 9월 30일, 인데펜디엔테 델 바예전에서 나왔고, 경기는 2-2 무승부로 귀결되었다. 11월 4일, 아로요는 5-0 대승을 거둔 에멜레크와의 홈경기에서 페널팈킥을 성공시켰다. 11월 28일, 아로요의 바르셀로나 스포르팅은 에콰도르 세리에 A 2012 우승을 거두었는데, 이로써 바르셀로나 스포르팅은 14년만에 리그 타이틀을 획득 했다.

#### 2013
에콰도르 세리에 A 2013에서, 아로요는 등번호 7번을 받았다. 그의 시즌 첫 경기는 1월 26일, 1-1로 비긴 데포르티보 케베도전에서 나왔다. 2월 16일, 아로요는 상대 선수의 얼굴을 주먹으로 가격한 것으로 인해 퇴장당했다. 2월 27일, 그는 시즌 첫 골을 보카 주니어스와의 경기에서 기록하였는데, 이는 페널티 스폿에서 차는 것으로 획득한 것이었으로, 상대에게 0-2로 밀리다가 1-2로 차이를 좁혔다. 거의 1달 후, 그는 4-0 대승을 거둔 데포르티보 쿠엥카와의 홈 경기에서 골을 추가했다. 4월 21일, 아로요는 주심으로부터 두 차례의 경고 카드를 받았다. 그는 이후 3경기 출장 정지 징계가 내려졌고, 이로써 에멜레크 LDU 키토, 그리고 데포르티보 쿠엥카전의 결장이 불가피했다. 복귀전에서, 아로요는 바르셀로나 스포르팅과의 경기에서 프리킥으로 골을 넣었고, 경기는 바르셀로나 스포르팅이 우니베르시다드 카톨리카를 6-2로 누르는 것으로 끝났다.
7월 13일, 그는 우니베르시다드 카톨리카와의 경기에서 단독골을 넣었고, 경기는 1-3 완패로 끝났다. 1주 후, 그는 3-3으로 비긴 데포르티보 쿠엥카전에서 득점하였다. 7월 21일, 아로요는 LDU 키토와의 홈 / 원정 경기에서 모두 득점했다. 9월 15일, 아로요는 데포르티보 키토전에서 득점을 성공했고, 2-1로 이겼다. 나흘 후, 아로요는 인데펜디엔테 델 바예전에서도 득점하며 1-1로 비겼다. 9월 22일, 마차엘은 2-1로 이긴 데포르티보 키토와의 홈경기에서 득점했다.

#### 아틀란테 복귀
2014년, 아로요는 아틀란테로 복귀했다. 3월 10일, 아로요는 케레타로 전에서 4골을 기록하며, 4-2 승리를 견인했다. 그는 이 시즌 클라우수라를 16경기 8골로 마무리했다.

### 아메리카

#### 2014–2015
2014년 7월 15일, 아로요는 리그 거함 아메리카에 임대로 합류하는 것이 확정되었다. 10월 2일, 아로요는 첫 리가 MX골을 베라크루스전에서 넣었고, 경기는 2-0으로 끝났다. 12월 14일, UANL과의 결승전에서, 아로요는 2차전 첫 골을 성공시켰고, 이 경기에서 아메리카가 3-0으로 이겨 2014 아페르투라 우승을 거두었으며, 아로요는 멕시코에서 첫 트로피를 챙겼다. 그는 리가 MX 결승전 MVP로 선정되었다.

## 국가대표팀 경력
아로요는 2007년 CONMEBOL U-20 축구 선수권 대회에 참가한 에콰도르 U-20 국가대표팀 일원이었다. 그는 3-1로 이긴 베네수엘라와의 경기에서 한 골을 성공시켰다. 2010년 5월 8일, 아로요는 국가대표팀에 처음으로 차출되어 멕시코와의 경기에 풀타임으로 출전하여, 교체되어 나가기 전까지 MVP급의 활약을 펼쳤다. 그는 2011년 5월 28일, 1-1로 비긴 잉글랜드와의 경기에서 후반에 헤페르손 몬테로와 교체되어 들어간 뒤 중거리슛으로 첫 국제경기 득점을 성공했다. 스위스와의 2014년 FIFA 월드컵 경기에서 추가 시간 3:12에 에콰도르의 승리를 굳힐 수 있는 슛을 날릴 기회를 잡았으나, 멈추어서 공을 끌어 수비가 들어가 슛을 막을 시간을 헌납했다. 결국 스위스의 역습에 결승골을 실점하면서 승점을 3점 다 내주게 되었다.

### 국가대표팀 득점 기록
| # | 날짜            | 경기장                                                          | 상대     | 점수 | 결과 | 대회                      |
| - | --------------- | --------------------------------------------------------------- | -------- | ---- | ---- | ------------------------- |
| 1 | 2011년 5월 28일 | 센추리링크 필드, 시애틀, 미국                                   | 멕시코   | 1–1  | 1–1  | 친선경기                  |
| 2 | 2011년 6월 1일  | BMO 필드, 토론토, 캐나다                                        | 캐나다   | 2–1  | 2–2  | 친선경기                  |
| 3 | 2014년 6월 4일  | 선라이프 스타디움, 마이애미, 플로리다, 미국                     | 잉글랜드 | 2–2  | 2–2  | 친선경기                  |
| 4 | 2016년 3월 29일 | 에스타디오 메트로폴리타노 로베르토 멜렌데스, 바랑키야, 콜롬비아 | 콜롬비아 | 1–3  | 1–3  | 2018년 FIFA 월드컵 예선전 |
| 5 | 2016년 6월 16일 | 센추리링크 필드, 시애틀, 미국                                   | 미국     | 1–2  | 1–2  | 코파 아메리카 센테나리오  |

## 경력 통계
2016년 5월 22일
| 클럽            | 시즌            | 리그      | 리그 | 리그 | 컵   | 컵 | 대륙 | 대륙 | 합계 | 합계 |
| 클럽            | 시즌            | 리그      | 출장 | 골   | 출장 | 골 | 출장 | 골   | 출장 | 골   |
| --------------- | --------------- | --------- | ---- | ---- | ---- | -- | ---- | ---- | ---- | ---- |
| 에멜레크        | 2005            | 세리에 A  | 10   | 0    | –    | –  | 0    | 0    | 10   | 0    |
| 에멜레크        | 2006            | 세리에 A  | 28   | 2    | –    | –  | 0    | 0    | 28   | 2    |
| 에멜레크        | 2007            | 세리에 A  | 19   | 0    | –    | –  | 5    | 1    | 24   | 1    |
| 에멜레크        | 2008            | 세리에 A  | 16   | 3    | –    | –  | –    | –    | 16   | 3    |
| 에멜레크        | 합계            | 합계      | 73   | 5    | –    | –  | 5    | 1    | 78   | 6    |
| 데포르티보 키토 | 2009            | 세리에 A  | 27   | 10   | –    | –  | –    | –    | 27   | 10   |
| 데포르티보 키토 | 2010            | 세리에 A  | 15   | 4    | –    | –  | 6    | 1    | 21   | 5    |
| 데포르티보 키토 | 합계            | 합계      | 42   | 14   | –    | –  | 6    | 1    | 48   | 15   |
| 산 루이스       | 2010–11         | 리가 MX   | 30   | 5    | –    | –  | 6    | 3    | 36   | 8    |
| 산 루이스       | 2011 아페르투라 | 리가 MX   | 12   | 4    | –    | –  | 0    | 0    | 12   | 4    |
| 산 루이스       | 합계            | 합계      | 42   | 9    | –    | –  | 6    | 3    | 48   | 12   |
| 아틀란테        | 2012 클라우수라 | 리가 MX   | 16   | 4    | –    | –  | –    | –    | 16   | 4    |
| 아틀란테        | 합계            | 합계      | 16   | 4    | –    | –  | –    | –    | 16   | 4    |
| 바르셀로나 SC   | 2012            | 세리에 A  | 13   | 6    | –    | –  | 4    | 2    | 17   | 8    |
| 바르셀로나 SC   | 2013            | 세리에 A  | 36   | 11   | –    | –  | 7    | 2    | 43   | 13   |
| 바르셀로나 SC   | 합계            | 합계      | 49   | 17   | –    | –  | 11   | 4    | 60   | 21   |
| 아틀란테        | 2014 클라우수라 | 리가 MX   | 16   | 8    | –    | –  | –    | –    | 16   | 8    |
| 아틀란테        | 합계            | 합계      | 16   | 8    | –    | –  | –    | –    | 16   | 8    |
| 아메리카        | 2014–15         | 리가 MX   | 38   | 5    | 1    | 0  | 6    | 1    | 45   | 6    |
| 아메리카        | 2015–16         | 리가 MX   | 36   | 6    | –    | –  | 9    | 5    | 45   | 11   |
| 아메리카        | 합계            | 합계      | 74   | 11   | 1    | 0  | 15   | 6    | 90   | 17   |
| 경력 합계       | 경력 합계       | 경력 합계 | 312  | 68   | 1    | 0  | 43   | 15   | 356  | 83   |

## 수상

### 클럽
데포르티보 키토
- 에콰도르 세리에 A: 2009

바르셀로나 스포르팅
- 에콰도르 세리에 A: 2012

아메리카
- 리가 MX: 2014 아페르투라
- CONCACAF 챔피언스리그: 2014–15, 2015–16

그레미우
- 코파 리베르타도레스: 2017